# Maurizio Oioli
Maurizio Oioli (* 9. Juli 1981 in Domodossola) ist ein italienischer Skeletonfahrer.
Maurizio Oioli betreibt seit 2002 Skeletonsport, ein Jahr später rückte er in den italienischen Nationalkader auf. Er lebt in Domodossola und wird von Dany Locati und Omar Sacco trainiert. Sein internationales Debüt gab er im Januar 2003 bei einem Skeleton-Europacup-Rennen in Altenberg (24.). Bei den Junioren-Weltmeisterschaften des Jahres in Königssee belegte er Platz 17, bei den italienischen Meisterschaften wurde er Fünfter. Im Januar 2004 debütierte Oioli in Lillehammer als 37.-Platzierter in Skeleton-Weltcup, anschließend kam er als Neunter in Igls erstmals unter die besten Zehn im Europacup. Die Junioren-Weltmeisterschaften in Winterberg beendete er als Sechster, die Europameisterschaft als 18. Schließlich gewann er 2004 auch erstmals den Titel des italienischen Meisters.
Die Saison 2004/05 brachte den neunten Platz bei der Universiade und den 26. Platz bei der Bob- und Skeleton-Weltmeisterschaften 2005 in Calgary. Höhepunkt der folgenden Saison waren die Olympischen Winterspiele 2006 von Turin. In seinem Heimatland belegte er beim Rennen in Cesana Pariol den 12. Rang. Zudem wurde er wie schon im Vorjahr italienischer Vizemeister hinter Alberto Polacchi. In Igls erreichte er bei einem Europacup-Rennen mit dem dritten Platz sein bestes Ergebnis in diesem Wettbewerb. In der anschließenden Saison erreichte Oioli in Cesana mit dem 13. Platz sein bislang bestes Weltcup-Ergebnis. Bei den italienischen Meisterschaften wurde er Dritter, bei der Skeleton-Europameisterschaft 2007 15. 2007/08 trat der Italiener meist im neu geschaffenen Skeleton-Intercontinentalcup an und erreichte als 13. in Cesana seine bisher beste Platzierung. Zudem startete er in Rennen des Welt- und Europacups. Bei der Skeleton-Europameisterschaft 2008 belegte er den 16. Platz. Bei den nationalen Meisterschaften des Jahres belegte der Sportsoldat den dritten Rang, 2009, 2010 und 2011 gewann er erneut den Titel.